# Les Sims 3 : Accès VIP
Les Sims 3 : Accès VIP (The Sims 3: Late Night) est un jeu vidéo de simulation de vie de la série Les Sims, c'est le troisième disque additionnel pour Les Sims 3, développé par The Sims Studio, une division de Maxis (groupe Electronic Arts) et édité par EA Games. Le jeu est sorti au Canada et aux États-Unis le 26 octobre 2010, et le 28 octobre 2010 en France. Dans ce disque additionnel, les Sims emménagent dans la ville la plus branchée des Sims : BridgePort,,.